# Awesome (videogioco)
Awesome è un videogioco d'azione sviluppato dalla Reflections Interactive e pubblicato dalla Psygnosis per Amiga e Atari ST nel 1990.